# 西里尔·欣谢尔伍德
西里尔·諾曼·欣谢尔伍德爵士，OM（英語：Sir Cyril Norman Hinshelwood，1897年6月19日—1967年10月9日），英国化学家，因化学反应动力学方面的研究与尼古拉·谢苗诺夫一起获得1956年的诺贝尔化学奖。